# Перович, Латинка
Латинка Перович (серб. Латинка Перовић, 4 октября 1933, Крагуевац, Дунайская бановина, Королевство Югославия — 12 декабря 2022, Белград) — югославский и сербский политик и историк. Во время Социалистической Федеративной Республики Югославии Перович была генеральным секретарём Союза коммунистов Сербии в период с 1968 по 1972 год. В 1972 году Союз коммунистов Югославии уволил её с должности вместе с Марко Никезичем и Мирко Тепавацем по обвинению в чрезмерной либеральности. Увольнение сербских либералов в 1972 году последовало за более ранним увольнением хорватских националистов, активистов Хорватской весны.
После отстранения от активной политики Перович сосредоточилась на научной работе в Институте истории рабочего движения Сербии (современный Институт новейшей истории Сербии). Во время распада Югославии 1990-х годов и югославских войн Перович была одним из самых резких критиков сербского национализма, особенно Слободана Милошевича и его режима.

## Биография
Родилась в Белошеваце, Крагуевац, Королевство Югославия (нынешняя Сербия) 4 октября 1933 года. Окончила женскую гимназию в Крагуеваце в 1952 году, затем — исторический факультет Белградского университета, степень доктора политических наук получила в 1975 году в том же университете. Ранее она также получила степень магистра на факультете политических наук в Беграде в 1965 году.

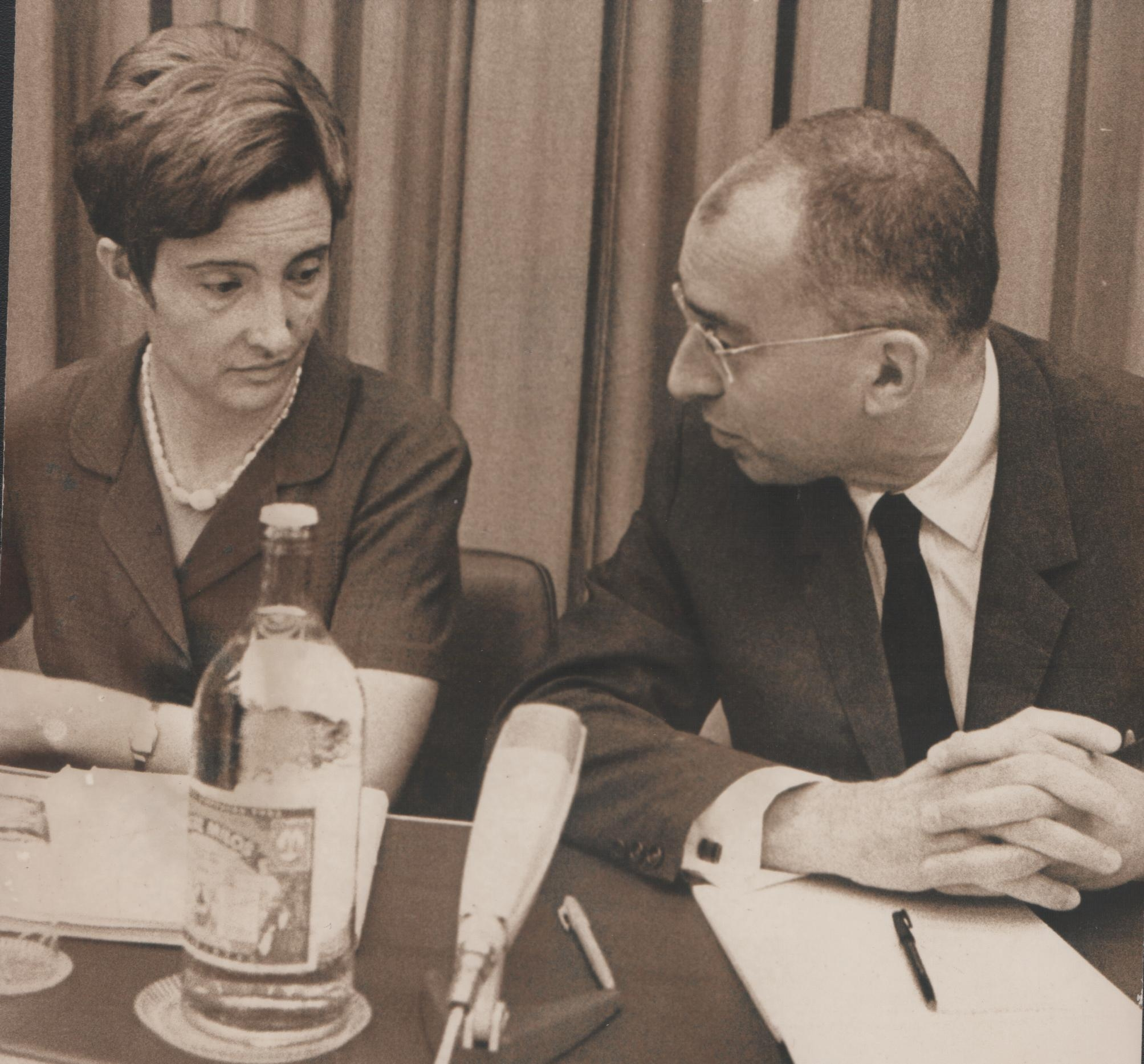
Латинка Перович и Марко Никезич

Её политическая деятельность началась в 1953/1954 годах на посту председателя Центрального комитета Союза сербской молодёжи (она там была самой молодой). В возрасте 27 лет она возглавила Конференцию женской общественной активности Югославии (1960—1964). С 1968 по 1972 год была секретарем ЦК Союза коммунистов Сербии. В то время она считалась самой влиятельной женщиной в Сербии и единственной, кто добился своего положения не благодаря браку с занимавшим высокий пост мужчиной, а благодаря собственному уму, компетентности и амбициям.

Трудолюбивая и амбициозная, она с самого начала была частью элиты, элиты, которая суверенно управляет системой и ресурсами серьезного государства.
Оригинальный текст (серб.)Marljiva i ambiciozna, ona je od samog početka bila deo elite, i to elite koja suvereno vlada sistemom i resursima jedne ozbiljne države. 

В 1972 году Марко Никезич (председатель ЦК ЛКП) и Латинка Перович были сняты со своих постов, поскольку Иосип Броз Тито счёл их взгляды слишком либеральными. После этого она больше не возвращалась в политику, а посвятила себя историческим исследованиям и стала известна как один из самых выдающихся специалистов по истории Сербии, начиная с XIX века.
С 1976 по 1998 год Перович работала в Институте новейшей истории Сербии (изначально Институт истории рабочего движения). В своих работах и исследованиях о современной Сербии она часто подчеркивала, что Сербии нужен политик, который публично взял бы на себя ответственность за разрушения, нанесенные в бывшей Югославии, чтобы помочь примирению с соседними государствами и предотвратить повторение трагедии такого рода. Она выступала против режима Слободана Милошевича, называя его политическую систему «культурой убийства». После войны она была первым человеком в Сербии, который назвал резню в Сребренице геноцидом и призвал Сербию к ответу.
С 1993 года Перович была главным редактором журнала «Токови историје».
Умерла в Белграде 12 декабря 2022 года в возрасте 89 лет, была кремирована на белградском Новом кладбище 21 декабря 2022 года в присутствии её семьи и друзей.

## Избранная библиография
«Факты и интерпретации. Два разговора с Латинкой Перович» (2000 г.) включала подробную библиографию Латинки Перович со списком из 8 монографий, 10 исторических справочников с вводными исследованиями по XIX веку, 9 исторических справочников с вводными исследованиями по XIX и XXI векам, 18 предисловий и постскриптумов, 78 исследований, дискуссий и статей и 13 отмеченных обзоров. В библиографию не включены статьи, интервью и выступления о продвижении книг, опубликованные в различных газетах и журналах, а также некрологи. Перович продолжала писать и в последующие годы. Её книга 2015 года «Dominantna i neželjena elita» (англ. Dominant and Unwanted Elite) вызвала критическую реакцию со стороны хорватского социолога Миры Богданович, которая в своей книге 2016 года «Elitistički pasijans: Povijesni revisionizam Latinke Perović» (англ. Elitist Passians: Historical Revisionism of Latinka Perović) критиковала Перович за концепцию доминирующих и нежелательных элит, которых не существует в социологической науке.